# Riu Purus
El riu Purus és un afluent del riu Amazones a l'Amèrica del Sud. La seva llargada és de 3.590 km, la conca de drenatge és de 63.166 km² i el seu cabal hidràulic mitjà de 8.400 m³/s.
El riu Purus neix al Perú, a una altitud d'uns 500 m, en la serra de Contamana (regió Ucayali), amb diverses capçaleres i es dirigeix al nord-est. Entra al riu Amazones a l'oest del riu Madeira. Flueix a través d'un bosc continu a través d'una gran depressió del terreny entre el riu Madeira i el riu Ucayali. El riu Purus forma una petita part de la frontera internacional entre el Brasil i el Perú. El seu principal afluent és el riu Acre. És navegable per vaixells grans durant 2.650 km